# پرس‌ریدر
پرس‌ریدر (انگلیسی: PressReader) یک شرکت توزیع و فناوری روزنامه دیجیتالی است که اداره مرکزی آن در ونکوور، کانادا و ادارات آن در دوبلین، ایرلند و مانیل، فیلیپین است.
پرس‌ریدر ورژن دیجیتالی بیش از ۷۰۰۰ روزنامه و مجله را در بیش از ۶۰ زبان مختلف از طریق اپلیکیشن‌ها برای آی‌اواس، اندروید، ویندوز، مک و کتابخوان‌های الکترونیک مختلف و همچنین وبسایت خودش توزیع می‌کند و ورژن‌های دیجیتالی روزنامه‌ها و مجلات را برای ناشران از جمله نیویورک تایمز، واشینگتن پست و گلوب اند میل را فراهم می‌کند.